# 11706 Рієка
11706 Рієка (11706 Rijeka) — астероїд головного поясу, відкритий 20 квітня 1998 року.
Тіссеранів параметр щодо Юпітера — 3,281.
Названо на честь міста Рієка (хорв. Rika або Rijeka) — головного морського порту Хорватії, що розташоване на березі затоки Кварнер Адріатичного моря.